# L'inchiesta - giornalismo investigativo
L'inchiesta è un programma televisivo di giornalismo investigativo che viene trasmesso sul canale all news Rainews24.
Ogni settimana va in onda un documentario della durata di circa 24 minuti il cui obiettivo è quello di analizzare e scoprire fatti sociali e politici facendo chiarezza sui loro aspetti più controversi e senza fermarsi alle apparenze. Il proposito fondante delle inchieste è quello di fare luce sui temi cruciali della contemporaneità, che influenzano la convivenza civile e internazionale e che generano conflitti: energia, industria bellica, innovazione tecnologica, ricerca medica e scientifica.
Dal 2005 la redazione inchieste di Rainews24 ha realizzato più di cento documenti televisivi.

## Storia della redazione Inchieste
La redazione Inchieste di Rainews24 nasce nel 2004 dal lavoro di Maurizio Torrealta.
L'inchiesta, realizzata insieme a Sigfrido Ranucci, sull'uso del fosforo bianco durante la battaglia di Falluja del novembre 2004 ("Falluja, la strage nascosta"), inaugurò il lavoro del gruppo di giornalismo investigativo di Rainews24.
La risonanza internazionale che quel documentario ebbe convinse l'allora direttore di Rainews24, Roberto Morrione, dell'importanza di creare una struttura che si occupasse a tempo pieno di giornalismo investigativo. Fu quindi costituita una piccola redazione di cinque persone disposte a svolgere questo lavoro, pur con mezzi contenuti.

## I temi
La redazione inchieste ha svolto un continuo monitoraggio sui retroscena e le irregolarità che si sono verificate nei diversi teatri di guerra, in particolare quello mediorientale. È qui infatti che è stato riscontrato dalle cronache l'uso di armi non convenzionali (come quelle al fosforo bianco o come le bombe a grappolo).
Insignita del Premio giornalistico televisivo Ilaria Alpi nel 2007, l'inchiesta "Khiam, Libano del sud: anatomia di una bomba", partendo dai rilievi sulla radioattività registrati su un cratere nel sud del Libano che mostravano la presenza di uranio leggermente arricchito, ricostruisce il possibile utilizzo di una bomba bunker buster, basata su nuove tecnologie nucleari, in occasione dell'invasione di quei territori da parte dell'esercito Israeliano nell'estate del 2006.
Oltre alle armi già dichiarate illegali da diverse convenzioni internazionali, sono state oggetto di diverse inchieste le sperimentazioni per l'introduzione di armi nuove.
L'innovazione dell'industria bellica è al centro dell'inchiesta "Guerre stellari in Iraq", un'indagine sul dispiegamento, in Iraq, di armi a energia diretta, basate sulle microonde, come l'Active Denial System.
Un altro lavoro che si è occupato del tema delle nuove armi è "Protesterai con Dolore. Il paradosso dell'arma innocua che può cambiare la Democrazia", un'inchiesta sulle possibili conseguenze dell'uso di armi non letali per fini di ordine pubblico.
Il controllo delle risorse energetiche è stato all'origine di molti conflitti in diverse parti del mondo e quello dell'energia è un altro tema affrontato in più occasioni dal programma L'inchiesta.
L'importanza geopolitica della regione del Caucaso per le risorse energetiche è al centro dell'inchiesta "South Stream contro Nabucco. La guerra dei gasdotti", che racconta i retroscena di due importanti progetti per la realizzazione di gasdotti che colleghino i giacimenti del Caucaso e del Caspio all'Europa.
"Il Rapporto quarantuno, fisica e metafisica di una rivoluzione scientifica" è un'inchiesta che affronta l'inspiegabile silenzio seguito alla dimostrazione dell'efficacia del processo di fusione nucleare fredda nella generazione di energia.
La redazione ha poi più volte trattato il tema delle dalle operazioni di extraordinary rendition condotte dagli Stati Uniti nell'ambito della guerra al terrore ("Voli segreti CIA: il caso Al Kassim", "Alliance Base", e altri), e quello delle diverse organizzazioni mafiose diffuse sul territorio italiano e delle loro connessioni internazionali ("Affari Cinapoletani", "Diario di un magistrato e della scomparsa della sua agenda").

## La redazione
- Maurizio Torrealta – Caporedattore
- Flaviano Masella – Capo servizio
- Mario Sanna – Inviato
- Angelo Saso – Inviato
- Valentina Fenu – In redazione